# 罗杰·布朗
沃尔特·罗杰·布朗（英語：Walter Roger Brown，1950年2月23日—），美国NBA联盟职业篮球运动员。他在1971年的NBA选秀中第4轮第13顺位被洛杉矶湖人选中。